# Antoine‑Félix Samba
 (juin 2025).
Pour les articles homonymes, voir Samba.
Antoine-Félix Samba est un haut fonctionnaire camerounais. Inspecteur principal du trésor, il a notamment été directeur général du Budget au ministère des Finances de 2012 à 2017, puis inspecteur général des services au sein du même ministère.

## Biographie

### Enfance, éducation et débuts
Il est originaire de la localité de Minta, dans la Haute-Sanaga. Il effectue une formation à l’ESSEC avant d'intégrer l’école nationale d’administration et de magistrature (ENAM), d'où il sort diplômé à la fin des années 1980.
Avant même la fin de sa formation, il travaille brièvement à la SOPECAM, où il est successivement chef du bureau comptabilité, puis chef du service financier.

### Carrière
En 1989, il débute comme cadre à la sous-direction du personnel au ministère de la Fonction publique, puis rejoint en 1990, le secrétariat d’État à la Sécurité intérieure (futur DGSN). Il y est affecté au service administratif et financier.
En 1999, il est nommé directeur des affaires générales au ministère des Transports. En 2005, il devient conseiller technique dans le même ministère et est ensuite nommé directeur des affaires générales au ministère des mines, de l’industrie et du développement technologique.
En 2012, il est promu directeur général du Budget au ministère des Finances, un poste qu’il occupe jusqu’en 2017. Il est ensuite nommé inspecteur général des services au sein du ministère, chargé des audits, contrôles budgétaires et évaluations de programmes publics.
Parallèlement à sa carrière administrative, il est maire de sa commune natale, Minta. Il est engagé dans des activités agricoles et possède plusieurs exploitations rurales.
Il est chevalier de l’ordre national de la Valeur.

### Controverses
Antoine-Félix Samba a fait l’objet de critiques et d’interrogations médiatiques à propos de son patrimoine. En 2017, une luxueuse résidence à Yaoundé lui est attribuée dans des reportages, suscitant des polémiques sur l’origine de ses biens. En 2023, son nom apparaît dans un litige foncier autour d’une parcelle expropriée dans le quartier Nkolondom à Yaoundé,.